# Пол Синяк
Пол Синяк (на френски: Paul Signac) е френски художник неоимпресионист. Заедно с Жорж Сьора е сред авторите развили техниката на поантилизма.

## Биография
Роден е като Пол Виктор Жулс Синяк на 11 ноември 1863 г. в Париж, Франция. Първоначално започва да изучава архитектура, преди да реши да започне кариера като художник, когато е 18-годишен. По това време той предприема пътуване по море по крайбрежието на Европа, рисувайки пейзажите, на които се натъква.
През 1884 г. Синяк се среща с Клод Моне и Жорж Сьора. Младият художник е силно впечатлен от методите на Сьора и теорията му за цветовете и става страстен негов последовател. Под влиянието му Синяк изоставя характерните за импресионизма „мазки“ с четката и започва да експериментира с хармоничното нанасяне на точки от чисти цветове, развивайки основите на поантилизма.
Много от картините на художника са от френското крайбрежие. Той обича да рисува водата. Всяко лято авторът напуска столицата и отива в средиземноморската южна част на страната в селцето Колиур (Collioure) или в Сен Тропе, където си купува къща. През 1889 г. посещава Ван Гог в Арл, а на следващата година предприема пътуване из Италия, където посещава Генуа, Флоренция и Неапол. Синяк обича да пътува по вода. През 1892 г. започва голямо пътешествия с малка лодка, обикаляйки всички пристанища на Франция чак до Холандия по атлантическото крайбрежие, както и из Средиземноморието, стигайки чак до Константинопол. По време на пътуването Синяк изготвя множество жизнени акварели и скици, които по-късно в ателието си, превръща в големи платна с техниката на поантилизма.
Художникът експериментира с различни техники на изобразителното изкуство. Освен маслените бои и акварела той изпробва и техниката на офорта и литографията. Неоимпресионистите оказват голямо влияние на следващото поколение. Синяк директно е повлиял на Анри Матис и Андре Дерен, като по този начин изиграва роля в еволюирането на фовизма.
Като председател на Асоциацията на независимите художници (Société des Artistes Indépendants), която оглавява от 1908 г. до смъртта си през 1935 г., Синяк подкрепя младите автори при представянето на новите течения в изкуството. Той е първият, който купува картина на Матис.
Пол Синяк участва в журиране на приза „Блументал“, учреден от дамата филантроп Флоранс Майер Блументал – награда, връчвана в периода 1919 – 1954 г. на художници, декоратори, писатели и музиканти.

## Личен живот
На 7 ноември 1892 г. Пол Синяк сключва граждански брак с Берт Роблес в кметството на 18-и район в Париж. Свидетели на бракосъчетанието са Александър Лемоние, Максимилиен Люс, Камий Писаро и Жорж Льоконт. През ноември 1897 г. семейството се нанася в нов апартамент във френската столица в сградата „Castel Béranger“, проектирана в стила Ар Нуво от архитекта Ектор Гимар. Месец по-късно, през декември същата година, семейството придобива и къща в Сен Тропе, наричана „La Hune“, където художникът си устройва голямо студио, осветено на 16 август 1898 г.
През септември 1913 г. Синяк наема къща в Антиб, където се настанява с новата си любима Jeanne Selmersheim-Desgrange, която месец по-късно на 2 октомври 1913 г., ражда дъщеря им Ginette. Междувременно художникът оставя апартамента в Париж и къщата в Сен Тропе на съпругата си Берт, с която остават приятели до края на живота му.
Пол Синяк умира 72-годишен в Париж на 15 август 1935 г. от сепсис. Тялото му е кремирано и погребано на 18 август в парижкото гробище Пер Лашез.

## Галерия
| The Jetty at Cassis, Opus 198 (1889) Метрополитън музей, Ню Йорк | „Закуска“ (1886 – 1887) Kröller-Müller Museum, Отерло, Холандия | „Пристанището на Сен Тропе“ (1905) Национален музей за западно изкуство, Токио | „Канал Гранде“ Венеция (1905), Музей за изкуство, Толидо, САЩ |
| ---------------------------------------------------------------- | --------------------------------------------------------------- | ------------------------------------------------------------------------------ | ------------------------------------------------------------- |
|                                                                  |                                                                 |                                                                                |                                                               |